# Nicola Walker

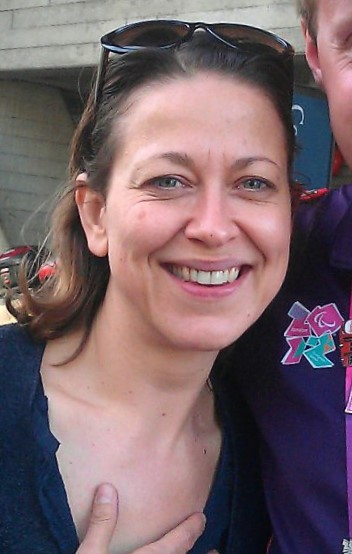
Nicola Walker, 2012

Nicola Walker (* 15. Mai 1970 in Stepney, England, Vereinigtes Königreich) ist eine britische Schauspielerin. Ihre im deutschsprachigen Raum bekannteste Rolle ist die der Ruth Evershed in der Serie Spooks – Im Visier des MI5.

## Leben und Wirken
Walker wurde in Stepney, London geboren und hat einen Bruder. Schon zu Beginn ihrer schauspielerischen Ausbildung lernte sie David Wolstencroft kennen, den Schöpfer der Serie Spooks – Im Visier des MI5. Ihre erste größere Rolle hatte sie 1997 in dem Fernsehfilm A Dance to the Music of Time inne, nachdem sie zuvor in einer sehr kleinen Rolle in der Filmkomödie Vier Hochzeiten und ein Todesfall zu sehen war. Anschließend war sie über zwei Staffeln in der von Steven Moffat erdachten Serie Chalk als Lehrerin präsent. Dem Hauptcast der Serie Touching Evil als DI Susan Taylor gehörte sie ebenfalls an.
2003 wurde ihre Rolle als Ruth Evershed in Spooks speziell für sie geschaffen, da Wolstencroft sie im Hinterkopf hatte, und die von Jenny Agutter gespielte Rolle der Tessa Phillips durch einen neuen Charakter ersetzen wollte.
Diese Rolle hatte sie bis Staffel fünf inne. Aufgrund ihrer Schwangerschaft verließ sie die Serie, um sich mehr ihrer Rolle als Mutter widmen zu können. Im Jahr 2009 kehrte sie zu Spooks zurück und stand bis zum Ende der Serie im Jahr 2011 erneut auf der Besetzungsliste.
In den Jahren 2011 und 2012 hatte Walker Rollen in den Serien Being Human und Inside Men inne. 2015 spielt sie Jackie "Stevie" Stevenson, die Kollegin des Ermittlers John River, der von Stellan Skarsgård gespielt wird, in der BBC Krimidramaserie River. Von 2015 bis 2021 war sie Hauptdarstellerin der ITV-Serie Unforgotten. 2018 war sie in der Miniserie Collateral zu sehen. Von 2018 bis 2022 spielte sie die Hauptrolle der Hannah Defoe an der Seite von Annabel Scholey, Fiona Button und Stephen Mangan in der britischen Serie The Split – Beziehungsstatus ungeklärt von Abi Morgan.
Nicola Walker ist mit dem Schauspieler Barnaby Kay zusammen und seit 2006 Mutter eines Sohnes. Sie benannte ihren Sohn Harry nach Harry Pierce, der von Peter Firth gespielten Rolle ihres Vorgesetzten in Spooks.

## Filmografie (Auswahl)
- 1994: Vier Hochzeiten und ein Todesfall (Four Weddings and a Funeral)
- 2003–2011: Spooks – Im Visier des MI5 (Spooks; Fernsehserie, 57 Folgen)
- 2005: Shooting Dogs
- 2010: Law & Order: UK (Fernsehserie, 1 Folge)
- 2010: Luther (Fernsehserie, 1 Folge)
- 2011: Being Human (Fernsehserie, 1 Folge)
- 2012: Inside Men (Fernsehmehrteiler)
- 2012: New Tricks – Die Krimispezialisten (New Tricks; Fernsehserie, 1 Folge)
- 2013: Scott & Bailey (Fernsehserie, 4 Folgen)
- 2014: Babylon (Fernsehmehrteiler)
- 2015: River (Fernsehmehrteiler)

- 2015–2021 Unforgotten (Fernsehserie, 24 Folgen)
- 2018: Collateral (Fernsehmehrteiler)
- 2018–2024: The Split – Beziehungsstatus ungeklärt (The Split, Fernsehserie, 20 Folgen)
- 2021–2023: Annika – Mord an Schottlands Küste (Fernsehserie, 12 Folgen)
- 2024: Mary & George (Miniserie)